# 2. Badminton-Bundesliga 2003/04
Die 2. Badminton-Bundesliga 2003/04 als zweithöchste deutsche Spielklasse in der Sportart Badminton war in zwei Staffeln unterteilt (Nord und Süd), in der jeweils acht Teams gegeneinander antraten. In die 1. Bundesliga stieg der SV Fortuna Regensburg auf.

## 2. Bundesliga Nord
Abschlusstabelle
| Platz | Mannschaft                      | Spiele |
| ----- | ------------------------------- | ------ |
| 1.    | BVH Dorsten                     | 14     |
| 2.    | VfL 93 Hamburg                  | 14     |
| 3.    | BW Wittorf (N)                  | 14     |
| 4.    | BV Wesel Rot-Weiss              | 14     |
| 5.    | BC Eintracht Südring Berlin (A) | 14     |
| 6.    | VfL Lüneburg (N)                | 14     |
| 7.    | Ohligser TV (N)                 | 14     |
| 8.    | BV Gifhorn                      | 14     |

## 2. Bundesliga Süd
Abschlusstabelle
| Platz | Mannschaft                | Spiele |
| ----- | ------------------------- | ------ |
| 1.    | SG Anspach                | 14     |
| 2.    | TSV Neuhausen-Nymphenburg | 14     |
| 3.    | SV Fortuna Regensburg     | 14     |
| 4.    | TSV Neubiberg-Ottobrunn   | 14     |
| 5.    | SG Robur Zittau (N)       | 14     |
| 6.    | TV Wehen                  | 14     |
| 7.    | 1. BC Bischmisheim 2 (N)  | 14     |
| 8.    | 1. BCW Hütschenhausen     | 14     |